# Rade (Steinburg)
 For alternative betydninger, se Rade. (Se også artikler, som begynder med Rade)
Rade er en by og kommune i det nordlige Tyskland, beliggende i Amt Kellinghusen i den nordøstlige del af Kreis Steinburg. Kreis Steinburg ligger i den sydvestlige del af delstaten Slesvig-Holsten.

## Geografi
Rade ligger omkring 5 km nord for Kellinghusen i Naturpark Aukrug hvor Landesstraßen L 122 og L 123 krydser hinanden. Floden Stör og bækkene Bullenbach og Kirchweddelbach løber gennem kommunen.